# Sorozatdarálás

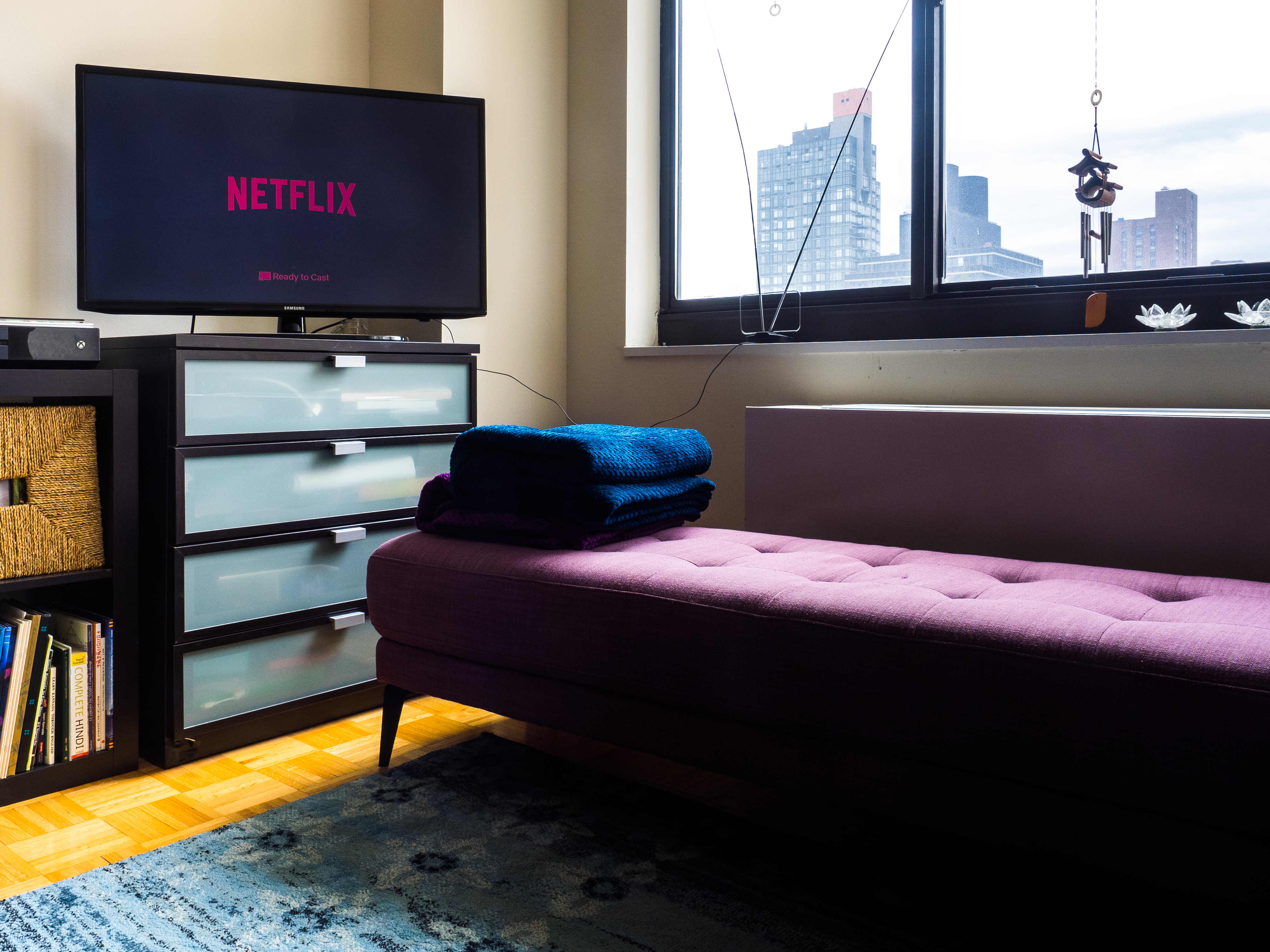
Netflix-adás egy monitoron

A sorozatdarálás (egyszerűbben darálás), maratoni sorozatnézés vagy bindzselés főképp televíziós sorozatok több epizódjának vagy több évadának egymás után, szünet nélkül történő megnézését jelenti. Az angolul binge-watchingnak nevezett jelenség a streaming szolgáltatások (Netflix, Hulu, Amazon Prime,  Disney+, Apple TV+, HBO Max) népszerűvé válásával lett egyre elterjedtebb, ahol a néző kedvére megtekinthet annyi filmet vagy sorozatot, amennyit csak szeretne.
A Netflix 2014 februárjában készített felmérése szerint az emberek 73%-a úgy véli, sorozatdarálásról akkor lehet beszélni, ha ugyanazon televíziós műsor 2–6 epizódját nézik meg egy ültő helyükben. A megkérdezettek 61%-a rendszeresen darál sorozatokat. 2016-os, amerikai streaming-szolgáltatók adatai alapján a kutatók arra a következtetésre jutottak, hogy a felhasználók 64%-a legalább egyszer egy évben bindzsel. Egy 2018-as felmérés azt találta, hogy a felnőtt nézők 29%-a az évad platformra kerülése után 24 óra alatt megnézi az összes részt. A 18–29 éves korosztály 51%-a teszi ezt.

## Története
Az angol binge-watching kifejezés a streaming-szolgáltatások népszerűvé válásával kezdett el valóban terjedni. 2013-ban került be igazán a köztudatba, amikor a Netflix egyszerre tette közzé egy-egy sorozat egy évadának összes epizódját, a televíziózásban megszokott heti egy-két epizód helyett. 2015-ben a Collins English Dictionary az év szavának választotta.
Magyarországon a darálás szót már 2006 óta használja a népszerű Sorozatjunkie blog.

## Hatása és következményei
Kevin Spacey 2013-ban arra hívta fel a televíziótársaságok igazgatóinak figyelmét, hogy meg kell adniuk a nézőknek azt, amit akarnak, és akkor, amikor akarják, vagyis ha darálni szeretnének, akkor ezt a lehetőséget. Spacey szerint a magas minőségű tartalom hosszú órákra leköti a nézők figyelmét, és ez segíthet az illegális letöltéseket megakadályozni. Vannak, akik szerint a komplex, minőségi tévéműsorok bindzselése hasonló ahhoz, amikor az ember egy regény több fejezetét elolvassa egymás után.
Peter Fincham, az ITV igazgatója szerint a bindzselés tönkreteszi a televíziózás „társadalmi értékét”, mivel így kevesebb a lehetőség várni a jövőbeli epizódokat és megbeszélni a barátokkal.
Az austini Texasi Egyetem kutatási eredményei szerint a sorozatdarálás összefüggésben van a depresszióval, a magánnyal, önszabályozási problémákkal és az elhízással, ezért nem minősíthető ártalmatlan cselekvésnek. Három brit páciens esetében pszichológus segítségét is kérték sorozatdarálás miatt. Dr. Anne Sweet médiakutató tanulmánya arra mutat rá, hogy a sorozatdarálás egyfajta kényszeres fogyasztói cselekvés, hasonló a rohamevéshez és a rohamiváshoz, és addiktív tulajdonságai miatt akár a tévéfüggőség egy formája is lehet.
Dr. Emil Steiner, a Rowan Egyetem médiakutatója szerint az emberek többféle motivációból darálnak le egy-egy sorozatot. Ez lehet az elmaradt részek bepótlása, pihenés, befejezettség-érzés, kulturális beilleszkedés vagy a tévénézés élményének javítása. Azt a következtetést vonja le, hogy a kényszeresség ugyan lehetséges, de a legtöbb sorozatdarálónak ambivalens a kapcsolata ezzel a tevékenységgel.
A sorozatdarálás hatással van az alvás minőségére, növeli az álmatlanságot és a fáradtságot.

## Változása
2022 szeptemberében, filmipari elemzők már tudni vélték, hogy Reed Hasting, a Netflix elnök-vezérigazgatója, eredeti koncepcióját feladva, a negatív jövedelmezőségi trendek hatására, és a befektetői profitábilis elvárásoknak engedve, régi-új tartalomszolgáltatási modellre vált a sorozatok sugárzását illetően. Ennek, a streaming szolgáltató versenytársainál már ekkorra meghonosodott gyakorlatnak, az a lényege, hogy a bemutatáshoz kapcsolódó felhajtás, hype, fenntartása, elhúzása érdekében, nem egyszerre mutatják be az új sorozatok epizódjait, hanem újra a klasszikus módon, heti adagolásban, egymást követően.

## Fordítás
- Ez a szócikk részben vagy egészben  a   Binge-watching című angol Wikipédia-szócikk fordításán alapul.  Az eredeti cikk szerkesztőit annak laptörténete sorolja fel. Ez a jelzés csupán a megfogalmazás eredetét és a szerzői jogokat jelzi, nem szolgál a cikkben szereplő információk forrásmegjelöléseként.